# Kirkland and Blencarn
Kirkland and Blencarn var en civil parish 1866–1934 när det uppgick i Culgaith, i grevskapet Cumbria i England. Civil parish var belägen 14 km från Penrith och hade 129 invånare år 1931. Det inkluderade Kirkland och Blencarn.